# Claus Erhorn
Claus Erhorn (ur. 18 stycznia 1959 w Harburgu, dzielnicy Hamburga) – niemiecki jeździec sportowy, dwukrotny medalista olimpijski. 
Sukcesy odnosił we Wszechstronnym Konkursie Konia Wierzchowego. Reprezentował barwy tego RFN. Brał udział w dwóch igrzyskach (IO 84, IO 88), na obu zdobywał medale. W 1984 w Los Angeles wywalczył brąz w konkursie drużynowym. Cztery lat później był ponownie członkiem drużyny, tym razem złotej. Zostawał mistrzem indywidualnym Niemiec (1983).

## Starty olimpijskie (medale)
Los Angeles 1984
- konkurs drużynowy (na koniu Fair Lady) – brąz

Seul 1988
- konkurs drużynowy (Justyn Thyme) – złoto